# Zygmunt Magner

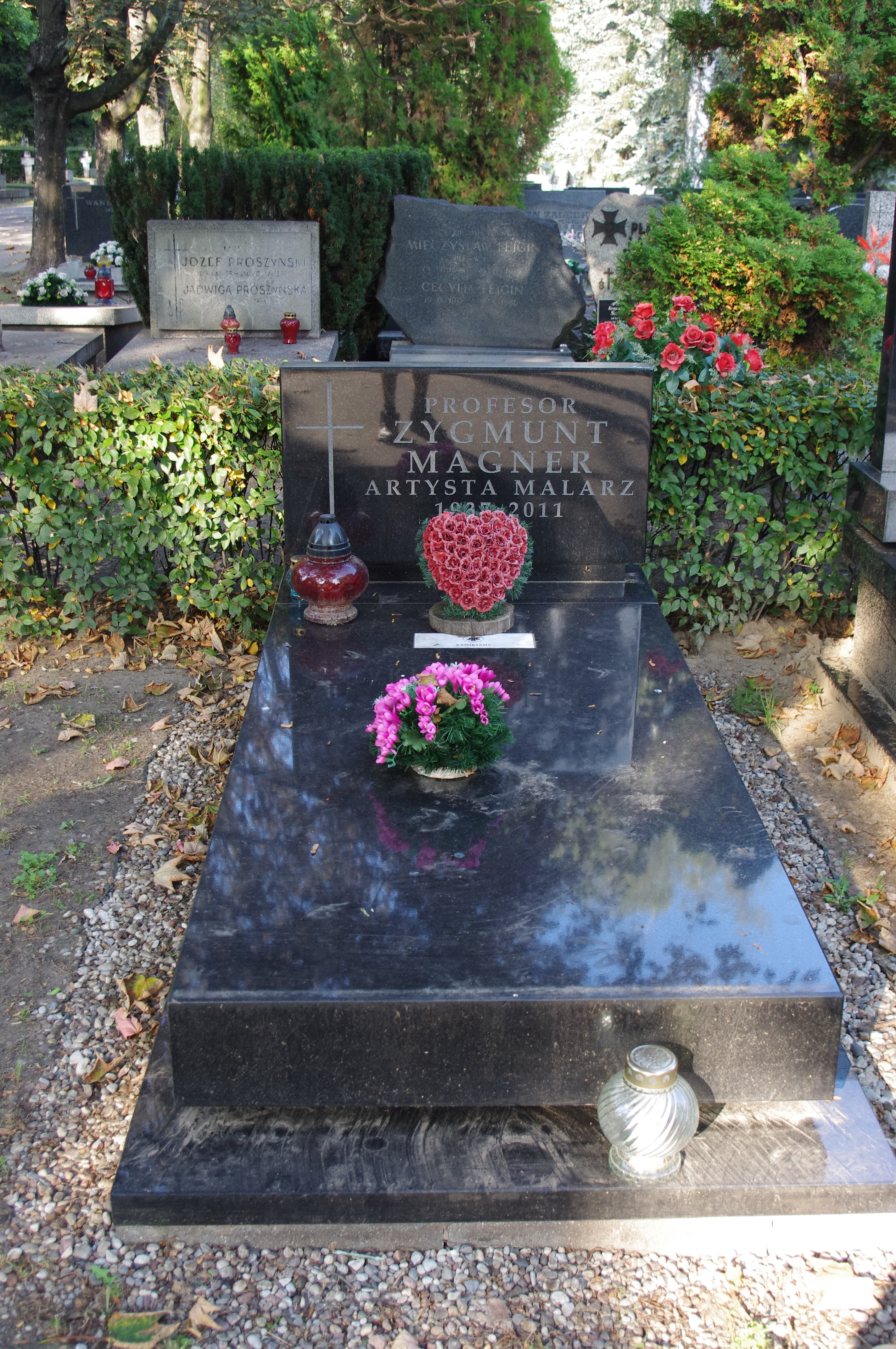
Grób malarza Zygmunta Magnera na Cmentarzu Wojskowym na Powązkach

Zygmunt Magner (ur. 3 grudnia 1937 w Katowicach, zm. 5 lutego 2011 w Warszawie) – polski malarz neoekspresjonista.
Studia ukończył w 1967 r. Był stypendystą rządu Holandii. Uprawiał malarstwo, rysunek, grafikę artystyczną i użytkową. Profesor Wydziału Grafiki na warszawskiej Akademii Sztuk Pięknych. Znany przede wszystkim jako malarz neoekspresjonista, tworzący również grafikę artystyczną i użytkową.
Był laureatem w konkursach graficznych i malarskich, m.in.: Złoty Medal za grafikę – Festiwal Sztuki w Warszawie, wyróżnienie – Biennale Sztuki w Koszycach (Czechosłowacja), I Nagroda i liczne wyróżnienia w konkursach na „Najpiękniejszą Książkę”, nagrody i wyróżnienia w konkursach „Grafiki Miesiąca” w Warszawie.
Przedstawiał swe prace na 25 wystawach indywidualnych w Polsce, Niemczech, Holandii oraz na ponad 200 wystawach zbiorowych polskiej sztuki w Polsce i wielu innych krajach Europy, Ameryki, Afryki i Azji.
Jego prace znajdują się w muzeach w Warszawie, Gdańsku, Przemyślu, Katowicach, w Waszyngtonie, Lincoln w stanie Nebraska (USA).
Pochowany w Alei Zasłużonych na cmentarzu Powązki Wojskowe w Warszawie (kwatera D29-tuje-3).